# Bảo tàng Khu vực ở Mielec
Bảo tàng Khu vực của Trung tâm Văn hóa Chính quyền Địa phương ở Mielec (tiếng Ba Lan: Muzeum Regionalne Samorządowego Centrum Kultury w Mielcu) là một bảo tàng tọa lạc tại  số 73 Phố Legionów, Mielec, Ba Lan. Bảo tàng hoạt động trong cơ cấu tổ chức của Trung tâm Văn hóa Chính quyền Địa phương.

## Lược sử hình thành
Bảo tàng đầu tiên ở Mielec là Bảo tàng TMZM, được thành lập vào năm 1964 theo khởi xướng của Hội những người yêu thích vùng đất Mielec. Bảo tàng TMZM tọa lạc tại số 10 Phố Kościuszki. Do rất quan tâm đến triển lãm, đầu năm 1978, chính quyền địa phương đã quyết định thành lập Bảo tàng Khu vực. Bảo tàng Khu vực dần dần tiếp quản các bộ sưu tập của Bảo tàng TMZM cho đến năm 1993.
Trụ sở đầu tiên của Bảo tàng Khu vực là nơi trước đây từng là Văn phòng Đăng ký, ở số 13 Phố Mickiewicza. Năm 1983, Bảo tàng chuyển đến Cung điện Oborski ở Phố Legionów. Bốn năm sau, nhờ nỗ lực của Bảo tàng TMZM, Nhà Jadernych ở Phố Jadernych được giữ lại. Địa điểm này là trụ sở chính của bảo tàng này trong các năm 1993-2002.

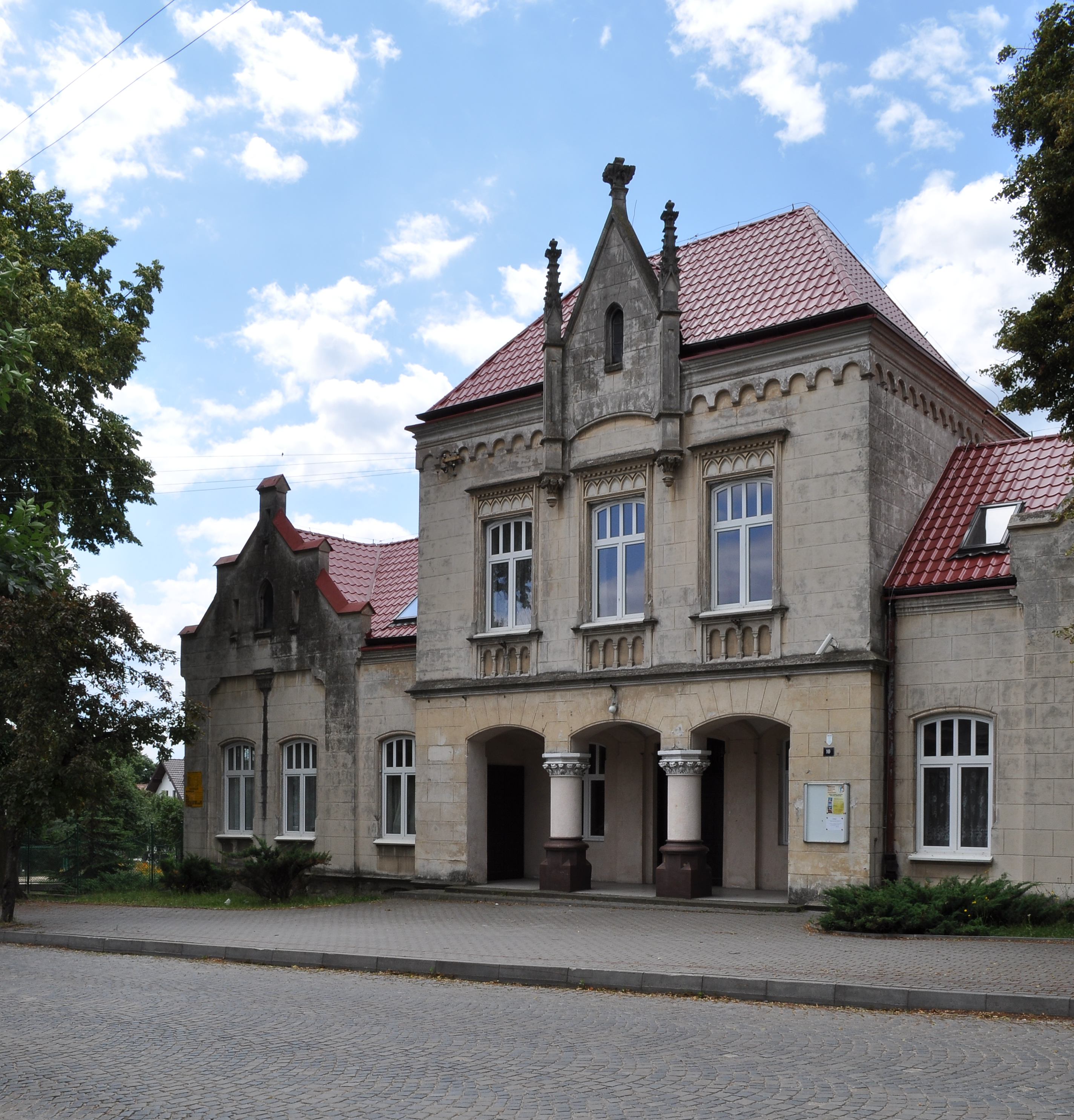
Tòa nhà ở số 10 Phố Kościuszki - trụ sở của Bảo tàng TMZM
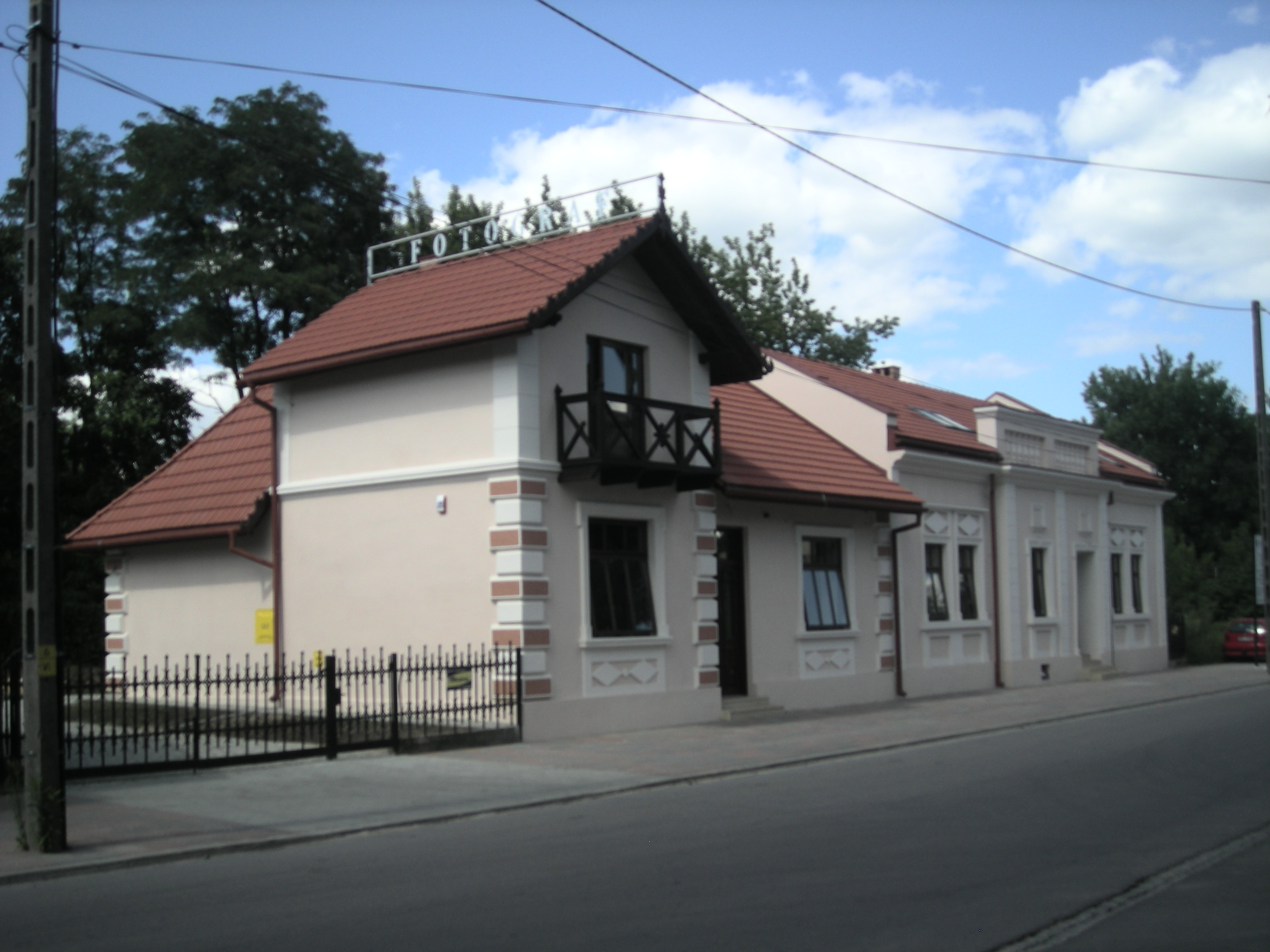
Nhà Jadernych

## Triển lãm
Bộ sưu tập của Bảo tàng Khu vực ở Mielec hiện đang bao gồm các triển lãm sau:
- khảo cổ học: xương voi ma mút, bình đất sét, và các thứ khác
- dân tộc học: đồ nội thất của các trang viên quý tộc và các nhà nông dân xung quanh
- nghệ thuật: các bức tranh của Wojciech Kossak, Teodor Axentowicz và Vlastimil Hofman[1]
- tiểu sử: kỷ vật và tác phẩm của Władysław Żurawski

Bảo tàng cũng tổ chức các cuộc triển lãm tạm thời về các chủ đề khác nhau liên quan đến lịch sử của địa phương.

## Giờ mở cửa
Bảo tàng Khu vực ở Mielec hoạt động quanh năm, mở cửa tất cả các ngày trong tuần trừ thứ Chủ nhật. Khách tham quan phải trả phí vào cửa, riêng thứ Bảy khách tham quan được vào cửa miễn phí.